# Japhet Tanganga
Japhet M’Bouba M’Bwiwa Abu Fuongo Manzambi Tanganga (Hackney, 31 maart 1999) is een Engels voetballer van Congolese afkomst die als linksachter speelt. Hij staat sinds juni 2019 onder contract bij Tottenham Hotspur, waar hij doorstroomde vanuit de jeugdopleiding.

## Clubcarrière
Tanganga is afkomstig uit de Londense borough Hackney. Zijn ouders zijn van Congolese afkomst. Hij sloot zich aan bij de jeugdacademie van Tottenham Hotspur in 2009.
Op 24 september 2019 maakte de linksachter zijn debuut in het eerste van Tottenham, onder leiding van de toenmalige coach Mauricio Pochettino. Tanganga mocht opdraven in een League Cup-wedstrijd tegen Colchester United. Tottenham werd echter voortijdig – derde speelronde – uitgeschakeld door de League Two-club.
Op 11 januari 2020 debuteerde Tanganga onder de toenmalige coach José Mourinho in de Premier League tegen competitieleider Liverpool.

## Clubstatistieken
| Seizoen     | Club        | Land              | Competitie     | Competitie | Competitie | Beker | Beker | Internationaal | Internationaal | Totaal | Totaal |
| Seizoen     | Club        | Land              | Competitie     | Wed.       | Dlp.       | Wed.  | Dlp.  | Wed.           | Dlp.           | Wed.   | Dlp.   |
| ----------- | ----------- | ----------------- | -------------- | ---------- | ---------- | ----- | ----- | -------------- | -------------- | ------ | ------ |
| 2019/20     | Tottenham   | Vlag van Engeland | Premier League | 6          | 0          | 4     | 0     | 1              | 0              | 11     | 0      |
| 2020/21     | Tottenham   | Vlag van Engeland | Premier League | 6          | 0          | 4     | 0     | 3              | 0              | 13     | 0      |
| 2021/22     | Tottenham   | Vlag van Engeland | Premier League | 5          | 0          | 1     | 0     | 1              | 0              | 7      | 0      |
| Club Totaal | Club Totaal | Club Totaal       | Club Totaal    | 17         | 0          | 9     | 0     | 5              | 0              | 31     | 0      |
| TOTAAL      | TOTAAL      | TOTAAL            | TOTAAL         | 17         | 0          | 9     | 0     | 5              | 0              | 31     | 0      |

- Bijgewerkt tot 6 oktober 2021

2 McNamara ·
3 Wallace ·
4 Hutchinson  ·
5 Cooper ·
6 Tanganga ·
7 Nisbet ·
8 Mitchell ·
9 Bradshaw ·
10 Flemming ·
11 Longman ·
14 Campbell ·
15 Bryan ·
17 Brooke Norton-Cuffy ·
18 Leonard ·
19 Watmore ·
20 Šarkić ·
21 Obafemi ·
22 Emakhu ·
23 Saville ·
24 De Norre ·
25 Esse ·
27 Trueman ·
33 Białkowski ·
39 Honeyman ·
45 Harding ·
Mayor ·
Coach: Edwards
· Assistent-coach: Myers
· Assistent-coach: Barrett
· Keeperstrainer: Marshall